# Landschaftsschutzgebiet Talsystem der Valme
Das Landschaftsschutzgebiet Talsystem der Valme mit 49,72 ha liegt südlich von Bestwig im Hochsauerlandkreis. Das Gebiet wurde 2008 mit dem Landschaftsplan Bestwig durch den Kreistag des Hochsauerlandkreises als Landschaftsschutzgebiet (LSG) ausgewiesen. Im LSG befindet sich Flussbereiche der Valme mit Flussaue. Auch der südliche Flussbereich der Brabecke (Valme) im Gemeindegebiet von der Gemeindegrenze an liegt im LSG. Das LSG ist eines von 17 Landschaftsschutzgebieten in der Gemeinde Bestwig. In der Gemeinde gibt es ein Landschaftsschutzgebiet vom Typ A, zehn Landschaftsschutzgebiete vom Typ B und sechs Landschaftsschutzgebiete vom Typ C. Das LSG besteht aus zehn Teilflächen.
Das Landschaftsschutzgebiet Talsystem der Valme wurde als Landschaftsschutzgebiet vom Typ C, Wiesentäler und bedeutsames Extensivgrünland im Gemeindegebiet von Bestwig, ausgewiesen. Wie in den anderen Landschaftsschutzgebieten vom Typ C im Landschaftsplangebiet Bestwig besteht in diesem LSG ein Umwandlungsverbot von Grünland und Grünlandbrachen in Acker oder andere Nutzungsformen. Eine Erstaufforstung und eine Anlage von Weihnachtsbaumkulturen ist verboten. Eine maximal zweijährige Ackernutzung innerhalb von zwölf Jahren ist erlaubt, falls damit die Erneuerung der Grasnarbe vorbereitet wird. Dies gilt als erweiterter Pflegeumbruch. Beim erweiterten Pflegeumbruch muss ein Mindestabstand von fünf Metern vom Mittelwasserbett eingehalten werden.

## Schutzzweck
Die Ausweisung erfolgte zur Ergänzung der Naturschutzgebiets-Ausweisung in den Talauen von Bestwig um ein Offenlandbiotop-Verbundsystem zu schaffen, damit Tiere und Pflanzen Wanderungs- und Ausbreitungsmöglichkeiten behalten, und dem Erhalt der Vorkommen geschützter Vogelarten sowie dem Schutz artenreicher Pflanzengesellschaften.
Laut Landschaftsplan stellen die unverbauten Bäche wie die Valme herausragende Refugial- und Vernetzungsbiotope dar. Der Grünlanderhalt im LSG dient auch dem Grundwasser und Fließgewässerschutz, ferner dem Biotop- und Artenschutz.